# دم‌سوزنی آسیایی
دم‌سوزنی آسیایی (نام علمی: Acisoma panorpoides) نام یک گونه از سرده دم‌سوزنی‌ها است.